# Galbeni (okręg Bacău)
Galbeni – wieś w Rumunii, w okręgu Bacău, w gminie Filipești. W 2011 roku liczyła 826 mieszkańców.